# Pierre Schoendoerffer, la sentinelle de la mémoire
Pour plus de détails, voir Fiche technique et Distribution.
Pierre Schoendoerffer, la sentinelle de la mémoire est le premier long métrage documentaire consacré à Pierre Schoendoerffer. Il a été réalisé par Raphaël Millet et produit par Olivier Bohler pour Nocturnes Productions en 2011.

## Synopsis
Pierre Schoendoerffer, la sentinelle de la mémoire retrace le parcours de Pierre Schoendoerffer depuis sa participation à la guerre d’Indochine en tant que cinéaste de l’armée française (présent notamment lors de la bataille de Diên Biên Phù et l'impact que cette expérience personnelle de la guerre a eu sur l'ensemble de son œuvre de cinéaste et d’écrivain. L’accent est tout particulièrement mis sur l’unité qui existe au cœur de l’œuvre schoendoerfférienne entre un film de fiction comme La 317e Section sur la guerre d’Indochine menée par les Français, et un film documentaire comme La Section Anderson sur la guerre du Viêt Nam menée par les Américains. L’intérêt humaniste que Pierre Schoendoerffer porte à la condition humaine telle qu’elle peut apparaître dans des situations aussi extrêmes que les conflits armés est mis en avant.

## Production
Pierre Schoendoerffer, la sentinelle de la mémoire est une coproduction entre Nocturnes Productions et l'Institut national de l'audiovisuel. Le film est né de la rencontre entre Pierre Schoendoerffer et Raphaël Millet à Singapour en 2005 : "J'avais rencontré Pierre Schoendoerffer à Singapour en 2005, dans le cadre du festival du film français. Ce déplacement était son dernier grand voyage en Asie. Le personnage m'ayant marqué par sa grande qualité morale, j'ai souhaité lui consacrer un documentaire, et il m'a fait, fin 2010 l'honneur et l'amitié d'y participer. Le titre en est Pierre Schoendoerffer, la sentinelle de la mémoire, car c'est le rôle qu'il avait peu à peu endossé, le conduisant à construire une œuvre d'une grande constance et d'une grande cohérence".
La production déléguée du film a été assurée par Olivier Bohler pour Nocturnes Productions.
Le film a obtenu le soutien financier du COSIP du Centre national du cinéma et de l'image animée, le soutien financier de la Direction de la mémoire, du patrimoine, et des archives (DMPA) du Ministère de la Défense, ainsi que la participation d’Orange Cinéma Séries et de la RTBF.

## Diffusion
Pierre Schoendoerffer, la sentinelle de la mémoire a été projeté en première mondiale au festival Les Rendez-vous de l'histoire à Blois en 2011, en présence de Pierre Schoendoerffer. Il a été projeté lors de l'hommage rendu à Pierre Schoendoerffer après son décès par l'Académie des beaux-arts (France) en mars 2012. Le film a été diffusé à la télévision en France sur les chaînes OCS (bouquet) et Histoire (chaîne de télévision), et en Belgique sur la RTBF.
Il est disponible en VOD sur le site de l'Institut national de l'audiovisuel, ainsi qu'en DVD dans les Bibliothèques municipales spécialisées et à la Bibliothèque du film.

## Liste des intervenants
- Pierre Schoendoerffer
- Raoul Coutard
- Constantin Costa-Gavras
- Jacques Perrin
- Boramy Tioulong
- Dominique Merlin
- Pedro Nguyen
- Pierre Gabaston

## Fiche technique
- Titre original : Pierre Schoendoerffer, la sentinelle de la mémoire
- Titre international : Pierre Schoendoerffer, the Sentinel of Memory
- Réalisation : Raphaël Millet
- Scénario : Raphaël Millet, Olivier Bohler
- Production déléguée : Olivier Bohler
- Coproduction INA : Gérald Collas, Maya Feuillette, Anne Louis
- Musique originale : Marcel Heijnen, Teo Wei Yong
- Directeur de la photographie : Julien Selleron
- Son direct : Jean-Luc Peart
- Montage image et effets visuels : Nicolas Dupouy, Raphaël Millet
- Montage son : Ivora Cusack
- Mixage : Léo Fourastié
- Production : Nocturnes Productions (France), Institut national de l'audiovisuel (France)
- Pays d'origine :  France
- Langue : français
- Genre : documentaire[8]
- Durée : 60 minutes
- Code ISAN : 0000-0003-7199-0000-S-0000-0000-R